# Pleurothallopsis
Pleurothallopsis là một chi thực vật có hoa trong họ Lan.